# Âge tendre, la tournée des idoles
Pour les articles homonymes, voir Âge tendre et tête de bois (homonymie).
Âge tendre, la tournée des Idoles, souvent appelée Âge tendre et anciennement Âge tendre et têtes de bois, est une tournée musicale d'artistes de variétés composés en très grande partie de stars  des années « yéyés » aux années « disco », et ayant généralement débuté leur carrière dans les années 1960 ou 1970.

## Présentation
Le nom est inspiré de l'émission télévisée Âge tendre et têtes de bois diffusée sur la RTF de 1961 à 1966, elle-même inspirée par la chanson de Gilbert Bécaud Âge tendre et têtes de bois (1960). La tournée est produite par Françoise Malet, la production Appels et Michel Algay, ce dernier ayant fait faillite alors qu'il en était initialement le producteur.
Lors de chaque saison, deux séances sont proposées par ville en France (et pour certaines dates en Belgique et en Suisse), l'une en début d'après midi (14 h ou 15 h, selon les saisons) et l'autre aux alentours de 20 h. Si de nombreuses dates ont été annulées, faute de public notamment, entre 2 et 4 millions de spectateurs ont assisté aux concerts sur la période entre 2006 et 2012.

## Historique
En 2006, la tournée débute.
Du 7 au 13 décembre 2008 a lieu la première croisière Âge tendre, une déclinaison du concept sur les mers dans le cadre de croisières. Lors de la première date, une trentaine d'artistes étaient alors réunis sur le paquebot  "MSC Fantasia" avec des escales en Espagne, Italie ou Grèce et des concerts le soir. Des séances de dédicaces sont proposées sur le bateau.
En 2013, Michel Algay annonce le lancement d'une nouvelle tournée tirée de l'émission Sacrée Soirée, intitulée : "Sacrée Soirée, la tournée", mais celle-ci est annulée par la production faute de spectateurs.
À l'automne 2014, la production A.P.P.E.L.S lance une nouvelle tournée au concept similaire, voire identique, Rendez-vous avec les stars,. Face aux faibles ventes des billets, la production décide de rajouter l'appellation Âge Tendre. Cependant, cette tournée reste un hors-série de la tournée d'origine. De nombreuses dates sont annulées (plus de la moitié), faute de réservations.
En 2015, la production annonce la saison 8 comme étant la dernière, voyant la vente des billets de Rendez-vous avec les stars stagner, avant de revenir sur sa décision.
En mai 2015, la production, qui avait déjà prévu la 10e saison, qui marquait l'anniversaire de la tournée, est mise en difficulté avec les annulations de deux tournées. La société de production A.P.P.E.L.S (Michel Algay et Françoise Malet) est alors mise en liquidation judiciaire le 12 mai 2015 et tout est annulé, même les croisières. La tournée baptisée : Âge tendre, la tournée des Stars est alors annulée.
En juillet 2015, la marque Âge tendre est rachetée par la société Connecting Live (qui a produit la tournée Les Éternels du Rire). Le même mois, un concert devait également avoir lieu le 11 à Porcieu-Amblagnieu, mais il est finalement annulé.
Les producteurs Hugues Gentelet (RFM Party 80…), Pierre-Nicolas Cléré (Les Éternels du Rire) et Philippe Carré (PDG du groupe Son-Vidéo.com) s'allient en décembre 2015 avec la production de Christophe Dechavanne et la société se nomme alors Coyote Live.
Le spectacle intitulé Âge tendre 10e, la tournée des idoles  débute le 4 novembre 2016 à Angers et passe par la France, ainsi que la Belgique et la Suisse. À l'occasion du dixième anniversaire de la tournée, le public est sollicité pour choisir le 10e artiste : c'est Christian Delagrange qui remporte les faveurs du public avec 34,3 %, suivi des Vagabonds avec 28,7 %, et Art Sullivan (18,2 %).
La tournée prévue pour 2020 (lancement le 23 avril 2020) est reportée en raison de la crise sanitaire.

## Tournées et concerts
| Date      | Titre                                                | Présentateur / Animateur | Artistes | Lieu du concert filmé | Lieu du concert enregistré                  |
| --------- | ---------------------------------------------------- | --- | --- | --------------------- | ------------------------------------------- |
| 2006-2007 | Âge tendre et têtes de bois, la tournée des idoles   | François Deguelt | Annie Philippe, Bobby Solo (prévue et annulé), Demis Roussos, François Deguelt, Franck Alamo, Gérard Lenorman (prévu et annulé), Gilles Dreu, Jean-Jacques Debout, Leny Escudero, Los Machucambos, Michel Orso, Michèle Torr, Nancy Holloway, Richard Anthony (parrain), Stone et Charden (prévu et annulé) | Rouen                 |                                             |
| 2007-2008 | Âge tendre et têtes de bois                          | Frédéric Zeitoun | Alain Delorme (invité), Demis Roussos, Claude Barzotti (invité), Franck Alamo, Georges Chelon, Herbert Leonard (invité), La bande à Basile (invité), Leny Escudero, Marie Myriam, Michel Orso, Michèle Torr (marraine), Pascal Danel, Patrick Juvet (invité), Patrick Topaloff, Pierre Groscolas, Richard Anthony, Rika Zarai, Stone et Charden | Caen                  |                                             |
| 2008-2009 | Âge tendre et têtes de bois                          | Denise Fabre Patrick Topaloff                                                                                                 | Alain Delorme, Annie Cordy (invitée d'honneur/marraine), Catherine Lara, Claude Barzotti, Danyel Gérard, Franck Alamo, Ginette Reno, Herbert Léonard, Jean-François Michael, Les Surfs, Marcel Amont, Michel Orso, Pascal Danel, Patrick Juvet,Pierre Vassiliu, Richard Anthony, Richard Dewitte, Stone et Charden | Lyon                  |                                             |
| 2009-2010 | Âge tendre et têtes de bois                          | Pierre Douglas Sophie Darel                                                                                                   | Bernard Sauvat, Bobby Solo, Christian Delagrange, Claude Barzotti, Claude Dubois (invité, uniquement à Paris), Fabienne Thibeault, Frank Alamo, Georges Chelon, Guy Matteoni (direction de l'orchestre), Isabelle Aubret, La Bande à Basile, La Compagnie Créole, Les Charlots, Marcel Amont, Michel Orso, Patrick Juvet, Pierre Groscolas, Richard Anthony, Sheila (invitée d'honneur/marraine), Stone et Charden | Zénith de Dijon       | Tours Zénith d'Auvergne                     |
| 2010-2011 | Âge tendre et têtes de bois                          | Denise Fabre Yann Hegann. | Alain Turban, Carol Arnauld (invité pour quelques dates), Charles Dumont, Catherine Lara (invité), Christian Delagrange (uniquement à Paris), Claude Barzotti, David-Alexandre Winter, Demis Roussos (uniquement à Paris), Georgette Lemaire, Gérard Palaprat, Guy Matteoni (direction de l'orchestre), Herbert Léonard, Hervé Vilard (invité d'honneur/parrain), Isabelle Aubret, La Bande à Basile (première partie de la tournée), La Compagnie Créole, Les Charlots (première partie de la tournée), Les Forbans, Michel Orso, Michèle Torr, Sheila, Stone et Charden (uniquement à Paris) | Zénith de Lille       | Zénith de Clermont-Ferrand Zénith d'Orléans |
| 2011-2012 | Âge tendre, la tournée des idoles                    | Christian Morin Yann Hegann                                                                                                   | Alice Dona, Annie Cordy, Bobby Solo, Catherine Lara, Charlotte Julian, Claude Dubois, Demis Roussos (invité international), Guy Matteoni (direction de l'orchestre), Michel Delpech (invité d'honneur/parrain), Hervé Vilard, Jean-Jacques Lafon, Julie Pietri, Les Forbans, Michel Orso, Patrick Juvet, Peter et Sloane, The Platters |                       |                                             |
| 2012-2013 | Âge tendre, la tournée des idoles                    | Didier Gustin Jean-Pierre Descombes                                                                                           | Alice Dona, Catherine Lara, Chico and the Gypsies, Christophe (prévue mais annulé), David Martial, Francis Lalanne, Golden Gate Quartet, Hervé Vilard, Jeane Manson, Michel Delpech (invité exceptionnel), Michel Orso, Nicole Rieu, Philippe Lavil (invité d'honneur/parrain), Richard Anthony (pour sa tournée d'adieux), Sheila (prévu mais annulé) |                       |                                             |
| 2013-2014 | Génération Âge tendre, la dernière tournée           | Julien Lepers David Michel et sa marionnette Tête de bois (pour l'ambiance dans la salle)                                     | Annie Cordy, Chico and the Gypsies (Rouen), Claude Barzotti (invité surprise sur une date), Corinne Hermes (Rouen), Danyel Gérard, Dave (invité d'honneur/parrain), François Valéry (retour exceptionnel),Gianni Nazzaro (certains concerts), Gigliola Cinquetti, Herbert Léonard, Hervé Vilard, Jean-Jacques Debout (sur la première partie de la tournée), Jean Sarrus (seul), Julie Pietri (certains concerts), Le Grand Orchestre du Splendid, Michel Delpech (annulé), Michel Orso, Michel Pruvot, Michèle Torr, Monty, Pierre Charby                                                     | Zénith de Rouen       |                                             |
| 2013-2014 | Sacrée Soirée, la tournée                            | Jean-Pierre Foucault | Danyel Gérard (invité surprise), Enzo Enzo, Frederic Da Silva (mentaliste), Guy Marchand, Hugues Aufray (invité d'honneur/parrain), La Compagnie Créole, Marcel Amont, Marie-Paule Belle, Nicole Croisille, Plastic Bertrand, Umberto Tozzi (invité international) |                       |                                             |
| 2014      | Âge tendre, la tournée supplémentaire                | Denise Fabre Didier Gustin Henri Giraud, sosie officiel de Coluche (animation de la salle)                                    | Alain Turban, Alice Dona (quelques dates), Bobby Solo, Catherine Lara, Christian Delagrange, Francis Lalanne, Georges Chelon, Isabelle Aubret (invitée d'honneur/marraine), Jeane Manson, Les Forbans, Michel Orso, Michèle Torr (invitée surprise sur une ou deux dates), Patrick Juvet |                       |                                             |
| 2014-2015 | Âge tendre, rendez-vous avec les stars               | Denise Fabre Patrick Sabatier (prévu mais annulé)                                                                             | Bobby Solo (sur quelques concerts), Claude Barzotti, Collectif Métissé, Danyel Gérard, Dave, Hugues Aufray (présent jusqu'au 31 janvier 2015, puis en alternance avec Marcel Amont), Linda de Suza, Marcel Amont (à partir du 7 février 2015 Roanne, en alternance avec, Hugues Aufray), Michel Orso, Michèle Torr, Murray Head, Nicoletta, Petula Clark (invitée d'honneur/marraine de la tournée, pour la première fois en tournée en France), Philippe Lavil, Plastic Bertrand, Umberto Tozzi                                                                                               |                       |                                             |
| 2016-2017 | Âge tendre, la tournée des Idoles - 10e anniversaire | Cyril Féraud Christophe Dechavanne (certaines dates) Sandrine Quétier (pour le concert de Nancy)                              | Au Bonheur des dames, Christian Delagrange (choix du public), Guy Matteoni (direction de l'orchestre), Gérard Lenorman (invité d'honneur/parrain), Hugues Aufray, Isabelle Aubret, Jacques Revaux (parrain d'honneur - hors chanteurs -), Linda De Suza, Marcel Amont, Pascal Danel, The Rubettes (feat. Alan Williams), Sheila | Zénith de Nantes      | Zénith de Nantes                            |
| 2018      | Âge Tendre, la tournée des idoles 2018               | Christophe Dechavanne (pour certaines dates) Cyril Féraud Sandrine Quétier (lors du passage de la tournée au Mans et à Brest) | Dave, Dick Rivers, Isabelle Aubret, Michèle Torr, Nicoletta (invitée d'honneur/marraine), Patrick Juvet, Pierre Groscolas, Richard Dewitte, Sheila, Stone | Nantes                |                                             |
| 2020      | Âge Tendre - La tournée des idoles !                 | Laurent Petitguillaume | Christian Delagrange, Claude Barzotti, Herbert Léonard, Jeane Manson, Les Forbans, Michel Orso, Michèle Torr, Pascal Danel |                       |                                             |

| Dates | Présentateur / Animateur                                                             | Artistes | Bâtiment      | Escales              |
| ----- | ------------------------------------------------------------------------------------ | --- | ------------- | -------------------- |
| 2008  |                                                                                      | Alain Delorme, Annie Philippe, Bernard Sauvat, Claude Barzotti, Danyel Gérard,, Demis Roussos, Denise Fabre, François Deguelt, Frank Alamo, Frédéric Zeitoun, Georges Chelon, Gilles Dreu, Herbert Léonard, Jean-François Michael, Jean-Jacques Debout, Jean Sarrus, Les Surfs, Los Machucambos, Marcel Amont, Marie Myriam, Michel Orso, Michèle Torr, Pascal Danel, Patrick Juvet, Patrick Topaloff, Pierre Groscolas, Pierre Vassiliu, Richard Anthony, Richard Dewitte, Sophie Darel, Stone et Charden | MSC Fantasia  | Espagne Grèce Italie |
| 2010  |                                                                                      | Alain Turban, Alain Delorme, Annie Philippe, Bernard Sauvat, Bobby Solo, Carol Arnauld, Charles Dumont, Christian Delagrange, Claude Barzotti, Claude Dubois, Danny Boy, Danyel Gérard, David Alexandre Winter, Denise Fabre, Fabienne Thibeault, François Deguelt, Frank Alamo, Frédéric Zeitoun, Georges Chelon, Georgette Lemaire, Gérard Palaprat, Herbert Léonard, Hervé Vilard, Isabelle Aubret, Jean-François Michaël, Jean-Jacques Lafon, La Bande à Basile, La Compagnie Créole, Les Charlots, Les Forbans, Los Machucambos, Michel Orso, Michèle Torr, Patrick Juvet, Pierre Douglas, Sheila, Sophie Darel, Stone et Charden | MSC Fantasia  |                      |
| 2011  | Mireille Dumas                                                                       | Alain Turban, Alice Dona, Bobby Solo, Charles Dumont, Charlotte Julian, Christian Morin, Claude Barzotti, Claude Dubois, David Martial, Demis Roussos, Denise Fabre, Didier Gustin, François Deguelt, Georges Chelon, Hervé Vilard, Herbert Léonard, Isabelle Aubret, Jean-Pierre Descombes, Jean Sarrus, Jeane Manson, Jean-Jacques Lafon, Julie Pietri, La Compagnie Créole, Les Forbans, Les Platters, Michel Delpech, Michel Orso, Michèle Torr, Patrick Juvet, Peter et Sloane, Philippe Lavil, Richard Anthony, Sophie Darel, Stone | MSC Fantasia  |                      |
| 2012  |                                                                                      | Alain Turban, Alice Dona, Catherine Lara, Charles Dumont, Chico & The Gypsies, Christian Delagrange, Danyel Gérard, Dave, David Martial, Fabien Lecoeuvre, Francis Lalanne, Frédéric Zeitoun, Georges Chelon, Gigliola Cinquetti, Ginette Reno, Golden Gate Quartet, Henri Giraud, Herbert Léonard, Hervé Vilard, Jean Sarrus, Jean-Jacques Debout, Jean-Jacques Lafon, Jean-Pierre Descombes, Jean-Pierre Pasqualini, Jeane Manson, Julie Piétri, Julien Lepers, Les Forbans, Mathieu Sempéré, Michel Orso, Michel Pruvot, Michèle Torr, Monty, Nicole Rieu, Patrick Juvet, Philippe Lavil, Pierre Charby, Pierre Péchin, Richard Anthony, Sophie Darel, Stone, Thomas Boissy |               |                      |
| 2014  |                                                                                      | Alain Turban, Alice Dona, Claude Barzotti, Charles Dumont, Christian Delagrange, Corinne Hermès, Danyel Gérard, Dave, David Michel (ventriloque), Denise Fabre, Didier Gustin, Enzo Enzo, Fabien Lecoeuvre, Fabienne Thibeault, Frédéric Da Silva (mentaliste), Georges Chelon, Gigliola Cinquetti, Herbert Léonard, Hervé Vilard, Isabelle Aubret, Jean Sarrus, Jean-François Michaël, Jean-Jacques Lafon, Jean-Pierre Pasqualini, Jeane Manson, Julie Piétri, Julien Lepers, Les Forbans, La Compagnie Créole, Le Grand Orchestre du Splendid, Linda de Suza, Marcel Amont, Martine St-Clair, Mathieu Sempéré, Michel Orso, Michel Pruvot, Michèle Torr, Monty, Patrick Juvet, Patrick Sabatier, Philippe Lavil, Pierre Charby, Pierre Douglas, Plastic Bertrand, Sophie Darel, Stone, Thomas Boissy | MSC Splendida |                      |
| 2017  | Sophie Favier Caroline Ithurbide (Emission sur C8) Justine Fraioli (Emission sur C8) | Charles Dumont, Charlotte Julian, Christian Delagrange, Claude Barzotti, Dave, Georges Chelon, Gibson Brothers, Gilles Dreu, Herbert Leonard, Hugues Aufray, Isabelle Aubret, Jean-François Michael, Jean-Jacques Lafon, Jeane Manson, Les Forbans, Linda de Suza, Marcel Amont, Marie-Paule Belle, Michèle Torr, Nicoletta, Ottawan, Pascal Danel, Patrick Juvet, Philippe Lavil, Pierre Groscolas, Richard Dewitte, Sheila, Stone | MSC Splendida |                      |
| 2019  |                                                                                      | Bernard Sauvat, Christian Delagrange, Claude Barzotti, Dave, Didier Gustin, Herbert Léonard, Jean-François Michael, Jean-Jacques Lafon, Jeane Manson, Les Forbans, Michel Orso, Michèle Torr, Nicoletta, Pascal Danel |               | Grèce Italie         |

## Anecdotes
Le montant des cachets des artistes est situé entre 500 et 10 000 euros par spectacle.
Lors des dernières tournées, certains artistes n'étaient pas assurés pour des raisons financières.